# Вердуно
Верду̀но (на италиански: Verduno; на пиемонтски: Vërdun, Върдун) е село и община в Северна Италия, провинция Кунео, регион Пиемонт. Разположено е на 381 m надморска височина. Населението на общината е 564 души (към 2010 г.).